# شيربورغ-أوكتوفيل
شيربورغ-أوكتفيل ((بالفرنسية: Cherbourg-Octeville)‏؛
نطق فرنسي: [ʃɛʁbuʁ ɔkt(ə)vil]  ( أنصت)
) هي من إحدى البلديات السابقة التابعة لمقاطعة المنش في نورماندي شمال غرب فرنسا. شُكلت عند دمج بلديتا شيربورغ وأوكتفيل في 28 من فبراير عام 2000. في فاتح يناير 2016، تم دمجها في بلدية شيربورغ أون كوتنتين الجديدة، والتي أصبحت بلدية مفوضة. بلغ عدد سكانها عام 2019 ما مجموعه 35,338 نسمة.
يتم تمثيل بلدية شيربورغ-أوكتفيل من قبل رئيس البلدية المفوض (سيباستيان فجنين، المنتخب في عام 2017) ومندوب المجلس البلدي.